# Dicranopygium callithrix
Dicranopygium callithrix là một loài thực vật có hoa trong họ Cyclanthaceae. Loài này được Silverst. mô tả khoa học đầu tiên năm 2004.